# Spilogona austriaca
Spilogona austriaca este o specie de muște din genul Spilogona, familia Muscidae. A fost descrisă pentru prima dată de Ringdahl în anul 1948. Conform Catalogue of Life specia Spilogona austriaca nu are subspecii cunoscute.